# اصل گلدیلاکس
اصل گلدیلاکس (انگلیسی: Goldilocks principle) یا اصل مقدار درست بر اساس داستان کودکانهٔ گلدیلاکس و سه خرس نامگذاری شده‌است، که در آن یک دختر کوچک به نام گلدیلاکس (موطلایی)، سه کاسه فرنی را مزه مزه می‌کند، و می‌گوید که فرنی‌ای را ترجیح می‌دهد که نه خیلی داغ باشد و نه خیلی سرد، و درجه حرارت مناسب دارد. (در نسخه‌ای دیگر از داستان سه کاسه که اولی شور دومی شیرین و سومی طعم مناسب داشته است) از آنجا که داستان کودکان به خوبی در فرهنگ‌های مختلف شناخته شده‌است، مفهوم مقدار درست به راحتی قابل‌درک است و به راحتی در طیف گسترده‌ای از رشته‌ها از جمله روان‌شناسی رشد، زیست‌شناسی، ستاره‌شناسی، علم و مهندسی، اقتصاد و مهندسی اعمال می‌شود.

## کاربرد
- در علوم شناختی و روان‌شناسی رشد، اصل گلدیلاکس یا اصل ترجیح کودکان، بیانگر رفتار کودکان است که با توجه به دیدگاهشان نسبت به محیط، میل به شرکت در رویداد یا فعالیتی دارد که نه بیش از حد ساده و نه پیچیده باشند.
- در ریاضیات، منطقه گلدیلاکس اغلب برای اشاره به ناحیه لبه افقی بسیاری از چند جمله‌ای‌های درجه سوم و بالاتر مانند ƒ(x)=x³ استفاده می‌شود. گاهی اوقات به عنوان حوزه‌ای که در آن شیب مشتق درجه اول بیش از °۱۵± درجه از افق تجاوز نمی‌کند، تعریف می‌شود؛ هرچند، تعاریف کم‌کاربرد دیگری مبتنی بر نرخ تغییر، گاهی مورد استفاده قرار می‌گیرند.